# Sorhagenia
Sorhagenia là một chi bướm đêm thuộc họ Cosmopterigidae.

## Hình ảnh

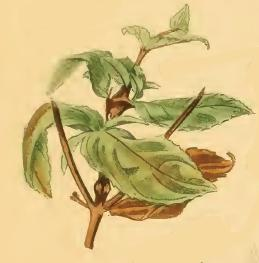
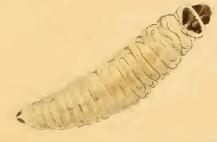